# Nyanza, Rwanda
Nyanza  este un oraș  în  Rwanda. Este reședinta  provinciei  de Sud și a districtului Nyanza.